# Prašník (hradiště)
Prašník je pravěké hradiště, které se nachází mezi obcemi Prašník a Košariská, ve východní části pohoří Malé Karpaty.

## Popis
Rozkládá se na ploše 4,71 ha. Obklopují ho pásy opevnění a vnitřně ho člení do tří areálů. Sever vápencového výběžku na kterém hradiště stojí omývá říčka Holeška.

## Dějiny
Nejstarší osídlení pochází z pozdní doby kamenné (asi 3000 př. Kr.), kdy zde stálo menší palisádové opevnění s obytnou stavbou.
Téměř zaniklé opevnění se začalo znovu obývat koncem starší doby bronzové (asi 1500 př. Kr.). Obyvatelé zdokonalili opevnění prohloubením příkopu a zvýšením valu, vyztuženého dřevem.
Rozmach hradiště zažilo v pozdní době bronzové. Nově příchozí obyvatelstvo opět vybudovalo původní opevnění a rozšířilo hradiště o dva areály. Příkop ze staré doby bronzové již nebyl obnoven, dokonce v něm stálo několik příbytků. Ty měly konstrukci z kulatiny, hustě vypletené proutím. Stěny byly do hladka vymazány hlínou. Domy sloužily pouze na přespání, život se odehrával na volném prostranství. V hradišti se našly i nepřímé důkazy o kovolitecké dílně. V tomto období lze sledovat i sociální vrstvení v hradišti, když na akropoli byly nalezeny dokonalejší šperky než v níže postavených částech hradiště. Úpadek byl vyvolán požárem v 8. století př. Kr.
Hradiště na krátký čas ožilo v mladší době železné, když ho obývali Keltové v druhém nebo prvním století př. Kr. Nezanechali zde však výraznější stopy.
Pevnostní systém zdokonalili až Slované, jejichž nálezy jsou doloženy v 9. až 10. století. Urovnali ruiny opevnění z pozdní doby bronzové a postavili kamennou zeď, zpevněnou kulatinou. Ve druhém areálu byla obydlí částečně zahloubená do skalnatého podloží. Na akropoli vyrůstaly pouze nadzemní kůlové stavby.
Pravděpodobně největší význam hradiště zažívalo, když se na těchto místech setkávaly územní zájmy Uherska a Českého státu. Po uklidnění poměrů ztratilo svůj význam a osídlení se přesunulo na rovinu.
V době úplného zániku, to jest v 11. až 12. století, se objevily první známky slovanského osídlení ve Vrbovém. V západní části města se našly polozemnice podobné obydlím z druhého areálu s střepovým materiálem z 12. - 13. století. Je možné, že u vzniku města Vrbové stálo právě toto hradiště.